# Pont Eiffel de Conflans-Sainte-Honorine
Ne pas confondre avec le viaduc Joly de Conflans-Sainte-Honorine.
Le pont Eiffel de Conflans-Sainte-Honorine est un pont ferroviaire permettant de traverser l'Oise entre Conflans-Sainte-Honorine et Andrésy. C'est un ouvrage d'art à double voie de la ligne de Paris-Saint-Lazare à Mantes-Station par Conflans-Sainte-Honorine.

## Histoire

Le pont Eiffel permettant à la ligne Argenteuil – Mantes de franchir l'Oise, dessiné par Gustave Fraipont.

Le tablier du pont no 1 est construit en 1892 par la société Eiffel pour les parties métalliques et par l'entreprise Soubigou pour les piles en maçonnerie.
Il est endommagé au début de la guerre en 1940, par pétardage de la pile en rive droite par le Génie français et le tablier se casse en deux. Le pont no 2, remis en état sur des piles reconstruites en béton armé, est de nouveau attaqué et détruit par une seule bombe en 1944.
Ce pont est reconstruit en 1947 par la société Bacci pour les piles et par la société des ponts et travaux en fer (SPTF) pour le tablier. Bien que ce nouvel ouvrage n'ait plus aucun rapport avec la société d'origine (société Eiffel), son appellation locale, Pont Eiffel perdure aussi bien dans la mémoire des riverains que dans la dénomination de quelques boutiques et commerces aux alentours.
La halte, sur la ligne J du Transilien, longtemps dénommée Conflans-Pont-Eiffel est devenue la  gare de Conflans-Fin-d'Oise depuis la reconstruction de la gare du RER du même nom sur la branche de Cergy de la ligne A du RER.